# 1812 en Lorraine
Chronologie de la Lorraine
- 1808
- 1809
- 1810
- 1811
- 1812
- 1813
- 1814
- 1815
- 1816

Cette page est une liste d'événements qui se sont produits durant l'année 1812 en Lorraine.

## Éléments de contexte
- Crise frumentaire[1].

## Événements

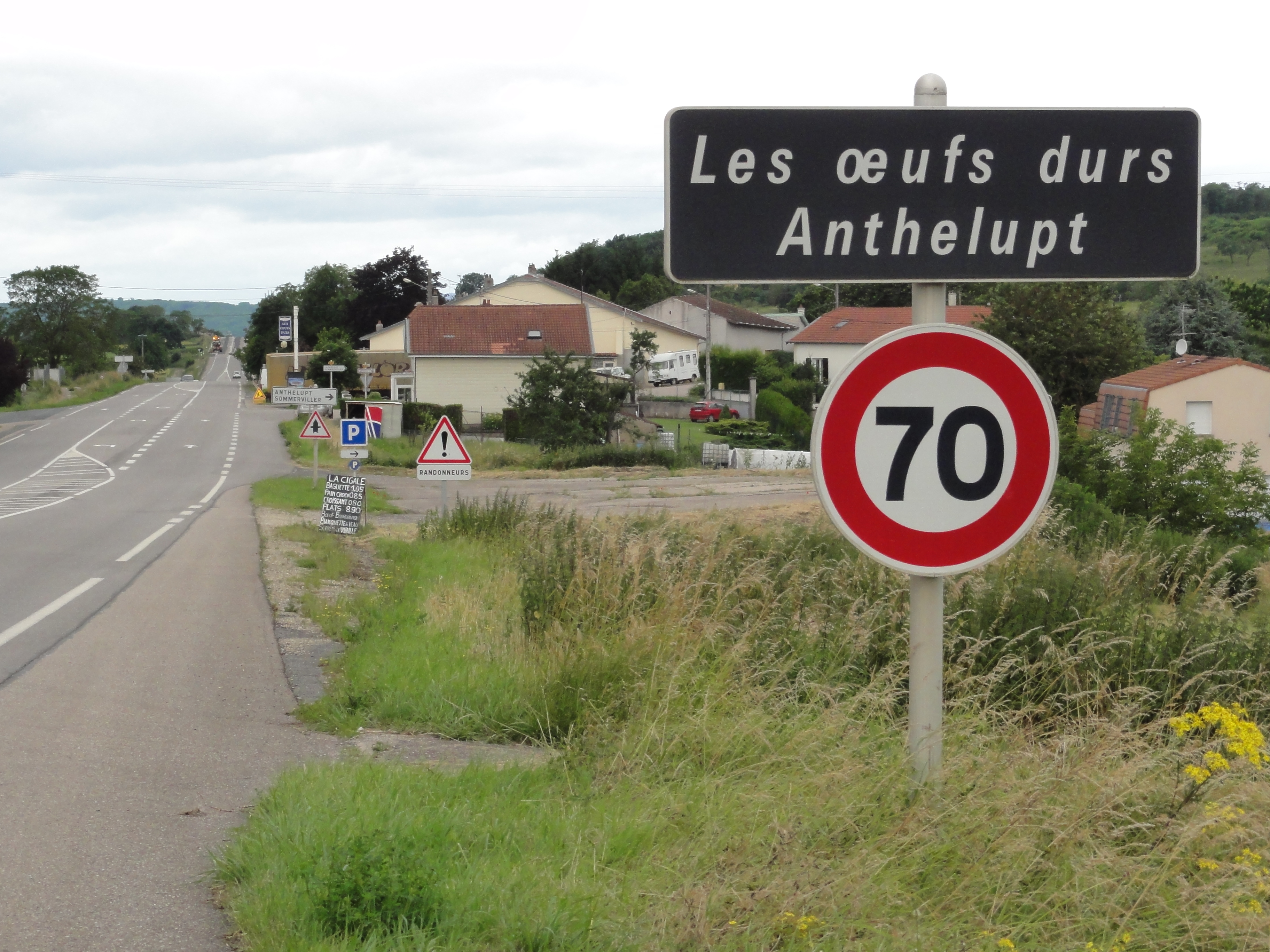
Les œufs durs à Anthelupt

- Décembre 1812 : Napoléon traverse l'Europe pour rallier Paris afin d'assurer son pouvoir affaibli par les mauvaises nouvelles arrivant de la campagne de Russie. Lors d'une halte entre Nancy et Lunéville il s'arrête dans une auberge pour se restaurer. Elle n'a que des œufs durs à servir. Cette auberge s'appelle encore les œufs durs en 2023[1],[2], le lieudit porte le même nom.

### Presse écrite
- Lancement du bi-hebdomadaire Feuille d'affiches, d'annonces et avis divers de la ville de Nancy[3] .

## Naissances

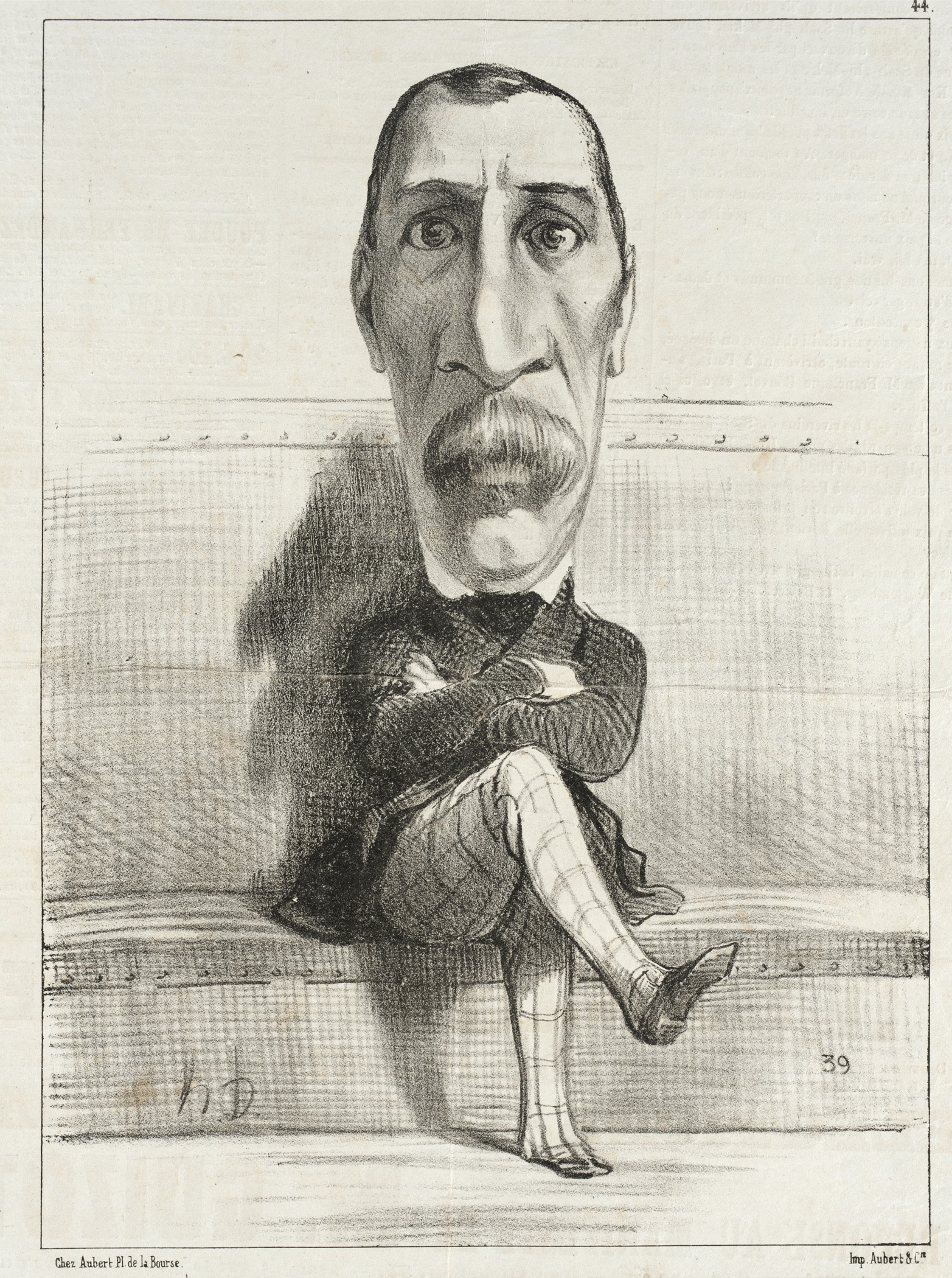
Isidore Eugène Buvignier.

- 3 avril à Verdun : Isidore Eugène Buvignier, homme politique français décédé le 7 novembre 1860 à Verdun. Il est le frère de Nicolas-Armand Buvignier (°1808 - †1880) et de Jean Buvignier (°1823 - †1902).
- 2 juillet à Metz : Jean-Jules Jacot dit Jacott[4], mort le 7 avril 1894 dans le 16e arrondissement de Paris[5], dessinateur et graveur français.
- 11 juillet à Toul : Nicolas Joly, mort le 17 octobre 1885 à Toulouse, zoologiste, botaniste et physiologiste français.
- 9 août à Metz : Eugène Rolland, décédé à Paris le 31 mars 1885, ingénieur français. Sorti de l’École polytechnique en 1832, il fit la plus grande partie de sa carrière au sein de la Régie des Tabacs, de 1844 à 1881.
- 6 octobre à Verdun : Félix Liénard, mort le 26 mars 1894 à Verdun[6], conservateur de musée, érudit, historien et archéologue français, qui s'est consacré à l'étude et à la muséographie de son département natal.

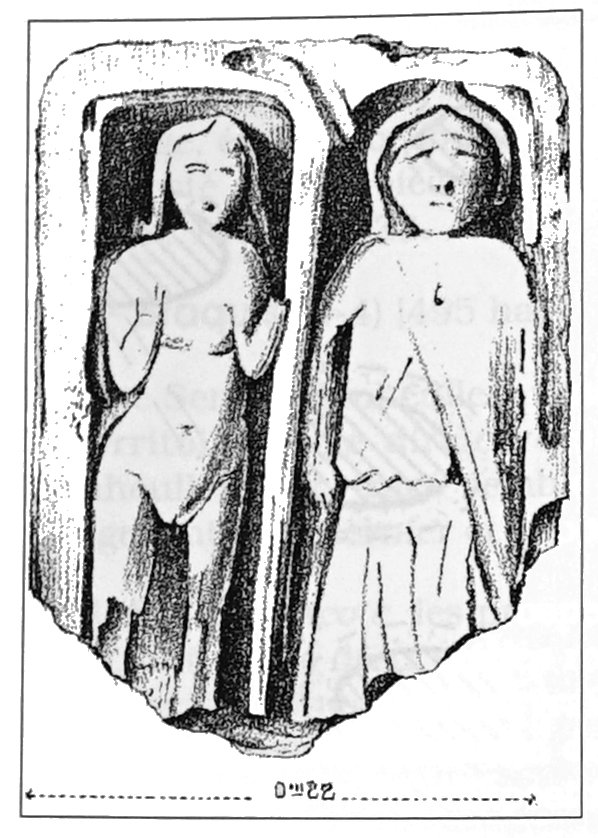
Brauvilliers. Rosmerta-Vénus & Teutatès-Mercure (F. Liénard)

- 19 novembre à Mirecourt : Charles Jean-Baptiste Jacquot, dit Eugène de Mirecourt,  mort le 13 février 1880 à Port-au-Prince, Haïti, journaliste et écrivain français.
- 21 novembre à Bar-le-Duc : Pierre-Charles Robert, mort le 15 décembre 1887 à Paris[8],  militaire archéologue et numismate français.

## Décès
- 6 février à Saint-Mihiel : Claude Hubert Bazoche, homme politique français né le 22 janvier 1748 à Saint-Mihiel (Meuse).
- 14 février à Saint-Avold : Joseph Becker, né le 25 février 1743 à Saint-Avold, homme politique français.
- 11 juillet à Metz : Daniel Thomas Olry de Valcin, né le 21 janvier 1737 à Vannecourt (Moselle), général de brigade de la Révolution française.
- 31 décembre à Mirecourt : Nicolas François Delpierre, homme politique français né le 17 janvier 1753 à Valfroicourt (Vosges).